# Língula do cerebelo
A língula é uma estrutura pequena em forma de língua, composta por quatro ou cinco folhas (do latim: folium) localizada na parte anterior do cerebelo, à frente do lobulus centralis [en], sendo parcialmente encoberta por este.
Ela repousa sobre a superfície dorsal do véu medular anterior [en], com sua substância branca continuando-se com a do véu.

## Representações visuais

Superfície inferior do cerebelo
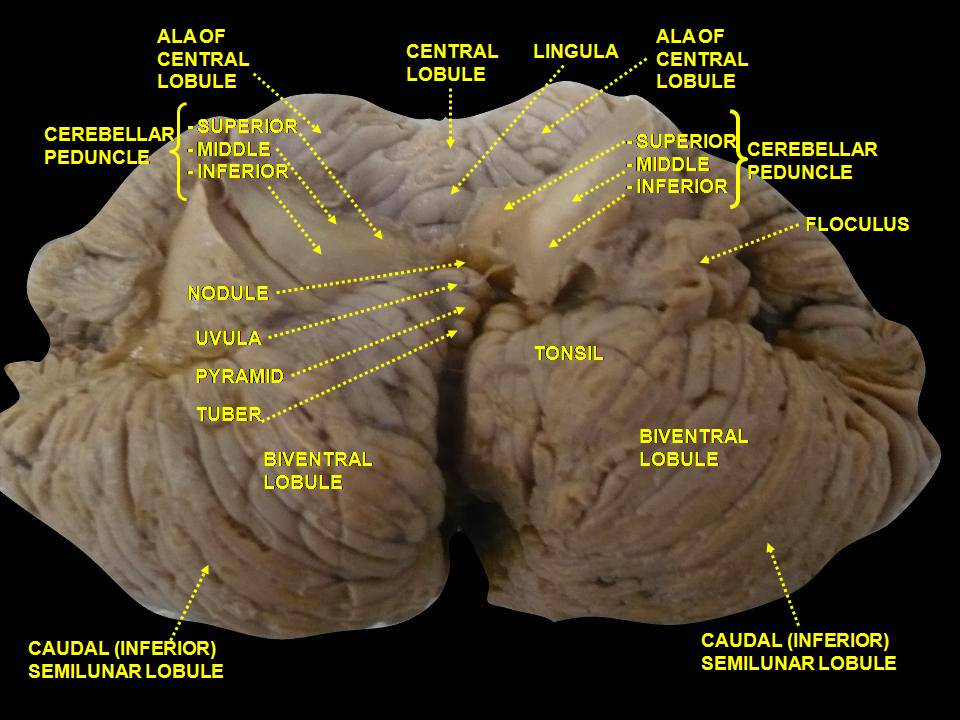
Cerebelo. Superfície inferior.
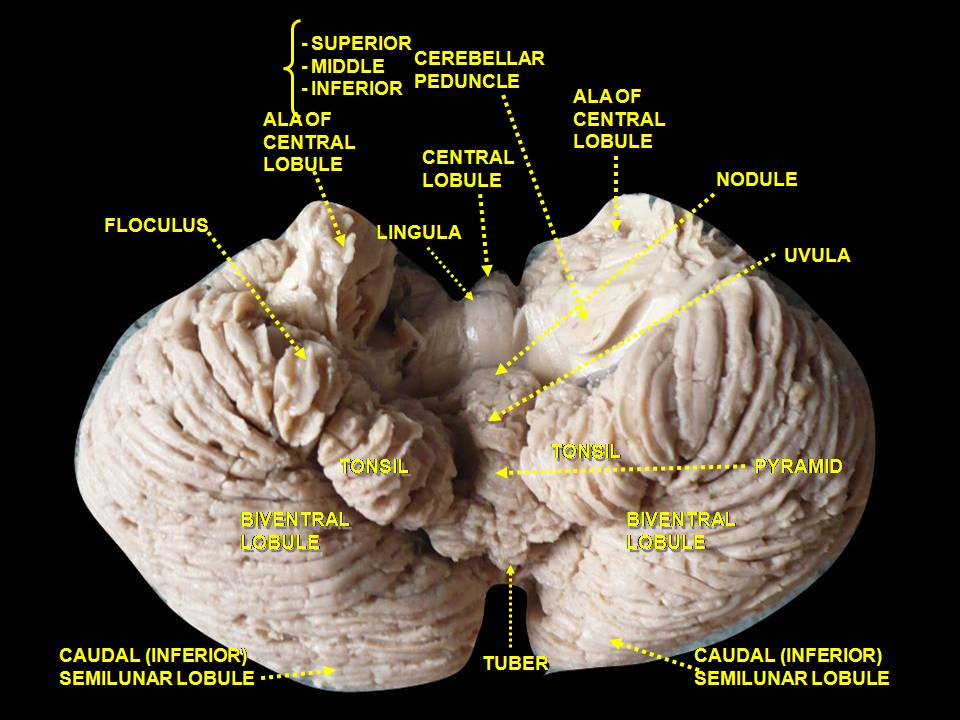
Cerebelo. Superfície inferior.